# Fröhlicher Friedhof
Koordinaten: 47° 58′ 17″ N, 23° 41′ 44″ O

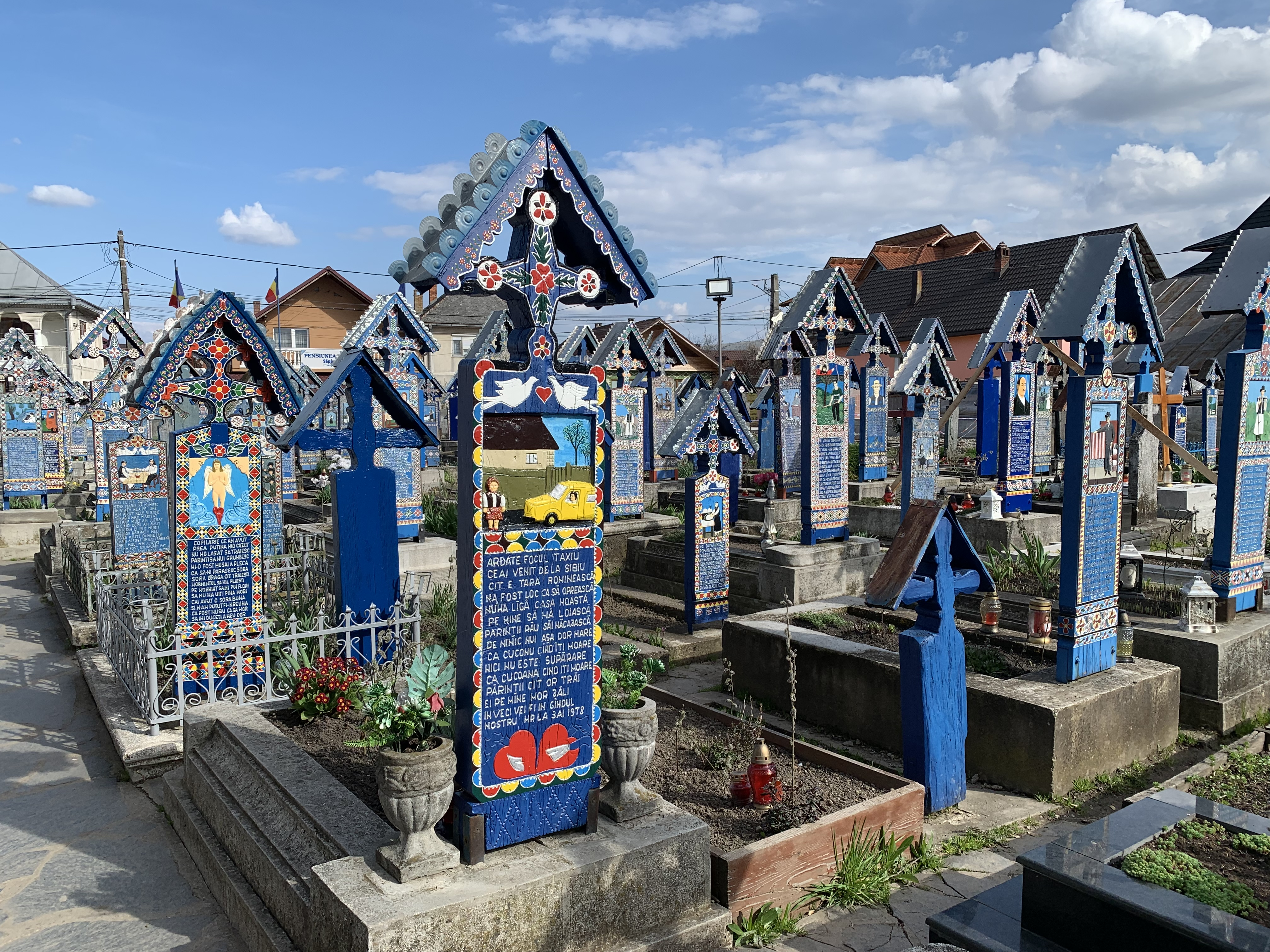
Buntes Grabmal, wahrscheinlich eines Schreiners, der nun hier seine letzte Ruhe fand.

Der Fröhliche Friedhof (rumänisch: Cimitirul Vesel) ist ein besonders gestalteter Friedhof in der Gemeinde Săpânța im Kreis Maramureș im nördlichen Rumänien. Die Gestaltung erfolgte über Jahrzehnte durch den örtlichen Künstler Stan Ioan Pătraș (1908–1977). Er hat die traditionellen hölzernen Grabstelen mit handgemalten Bildern der Verstorbenen und mit Versen zu ihrem Leben verziert.